# Karel Gott

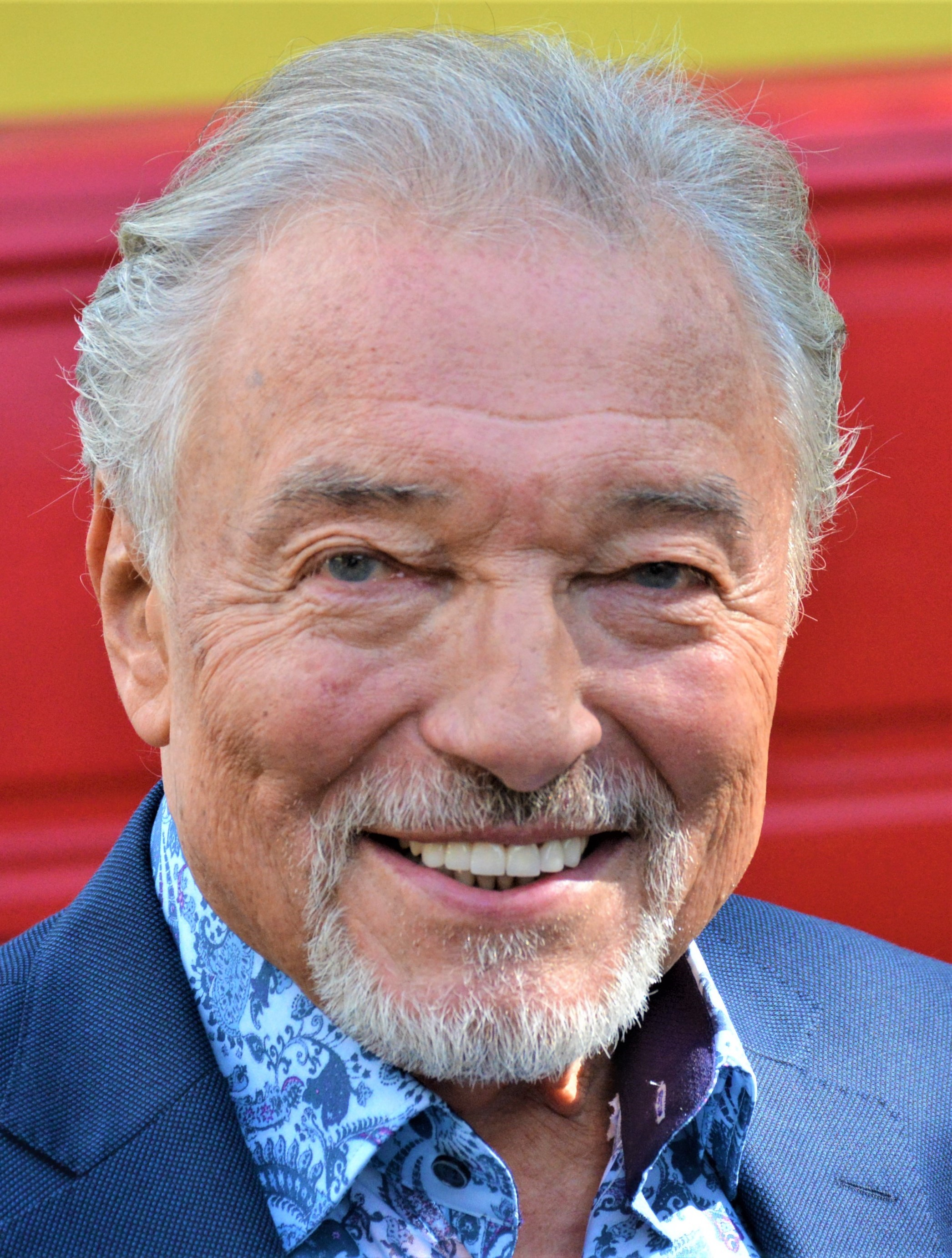
Karel Gott (2018)

Karel Gott (* 14. Juli 1939 in Pilsen; † 1. Oktober 2019 in Prag) war ein tschechischer Sänger, Komponist, Schauspieler und Maler. Der im deutschsprachigen Raum als „goldene Stimme aus Prag“ mit Liedern wie Weißt du wohin, Einmal um die ganze Welt, Lady Carneval, Die Biene Maja, Babička und Fang das Licht bekannt gewordene Schlagersänger, der auch auf Deutsch sang, hat Schätzungen zufolge mehr als 50 Millionen Tonträger verkauft.

## Leben

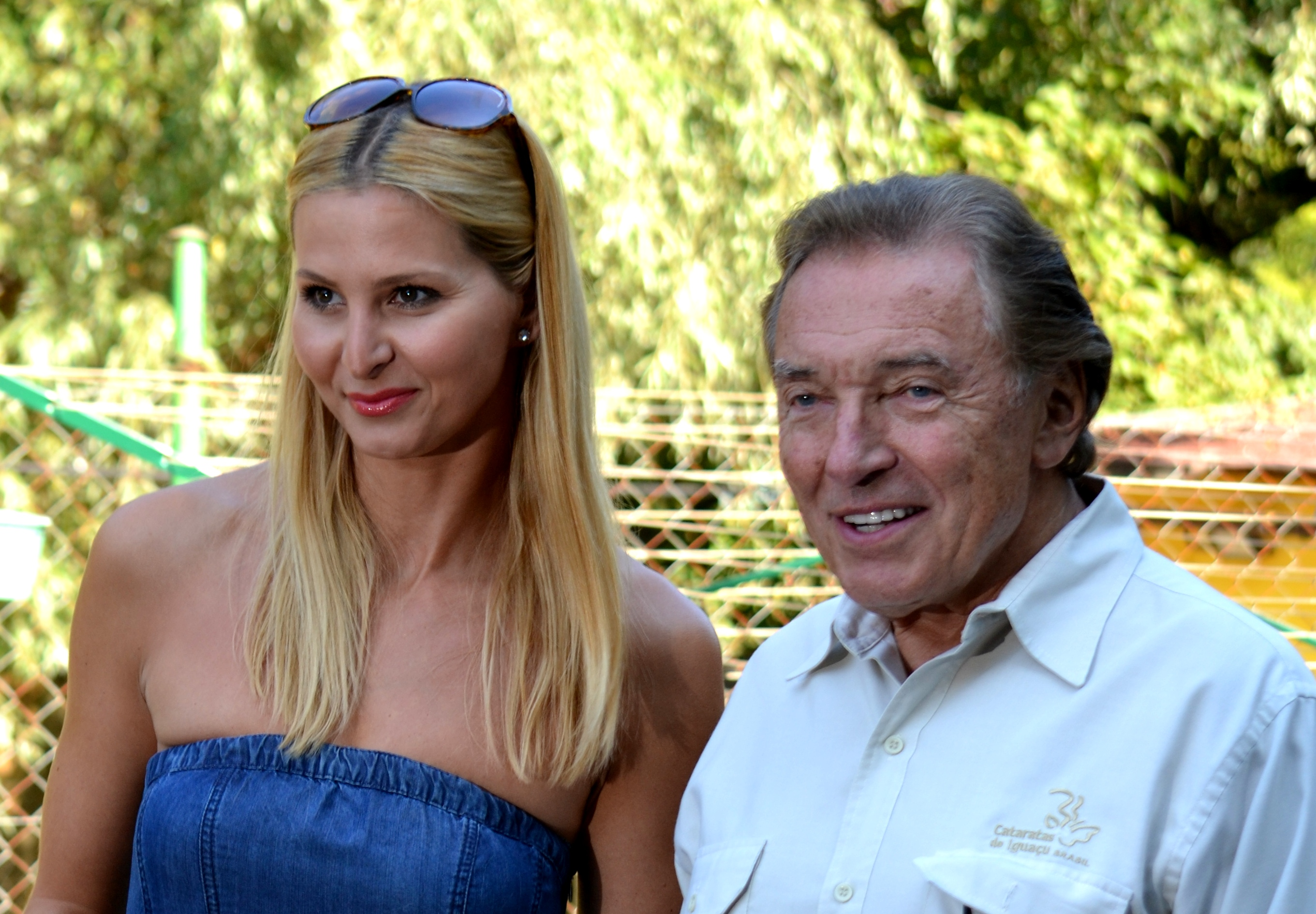
Ivana und Karel Gott 2013

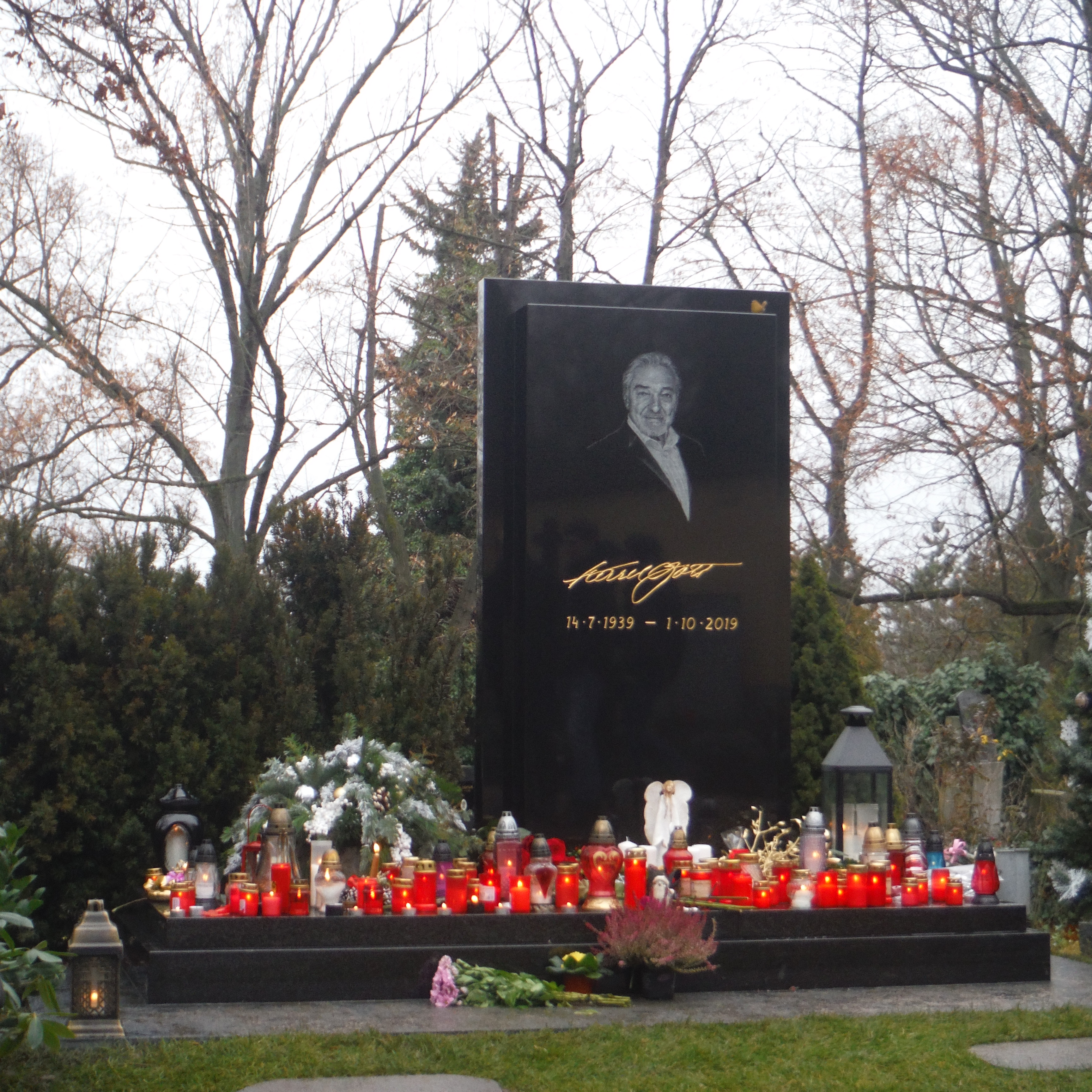
Grab von Karel Gott

### Familie und Ausbildung
Karel Gott wurde als Einzelkind in Pilsen geboren. Seine Eltern waren Karel Gott (1911–1982) und Marie Valešová (1910–1977). Als Sechsjähriger zog er mit seinen Eltern von Pilsen nach Prag. Dort besuchte er das Gymnasium und spielte mit Freunden in Tanzcafés. Eigentlich wollte er Kunstmaler werden, sah jedoch keine Chance, die Aufnahmeprüfung der Kunstakademie Prag zu bestehen, und machte zunächst bei ČKD eine Ausbildung zum Starkstromelektriker.

### Privates
Karel Gott war mit Ivana Macháčková (* 1976) verheiratet. Die Hochzeit fand im Januar 2008 in Las Vegas statt. Mit ihr hatte er zwei Töchter, die 2006 (Charlotte Ella Gottová) und 2008 (Nelly) geboren wurden. Zwei weitere Töchter (* 1973 und * 1987) stammen aus zwei früheren, nichtehelichen Verbindungen. Er lebte mit seiner Familie in einer Villa auf einem Hügel im Prager Stadtteil Smíchov. Im November 2015 wurde bekannt, dass er an Krebs (Non-Hodgkin-Lymphom) erkrankt war. Nach mehrmonatiger Behandlung galt er nach Ansicht der Ärzte seit Juli 2016 als geheilt. Im September 2019 gab er bekannt, dass bei ihm akute Leukämie diagnostiziert worden war. Karel Gott erlag am 1. Oktober 2019 im Alter von 80 Jahren seinem Krebsleiden in seinem Prager Haus im Kreise der Familie. Tschechien nahm am 12. Oktober 2019 mit einem Staatstrauertag im Prager Veitsdom Abschied von Karel Gott. Die Messe zelebrierte der Prager Erzbischof Dominik Duka. Im Dezember 2019 wurde er auf dem Malvazinky-Friedhof (tschechisch Hřbitov Malvazinky) im Stadtteil Smíchov beigesetzt.

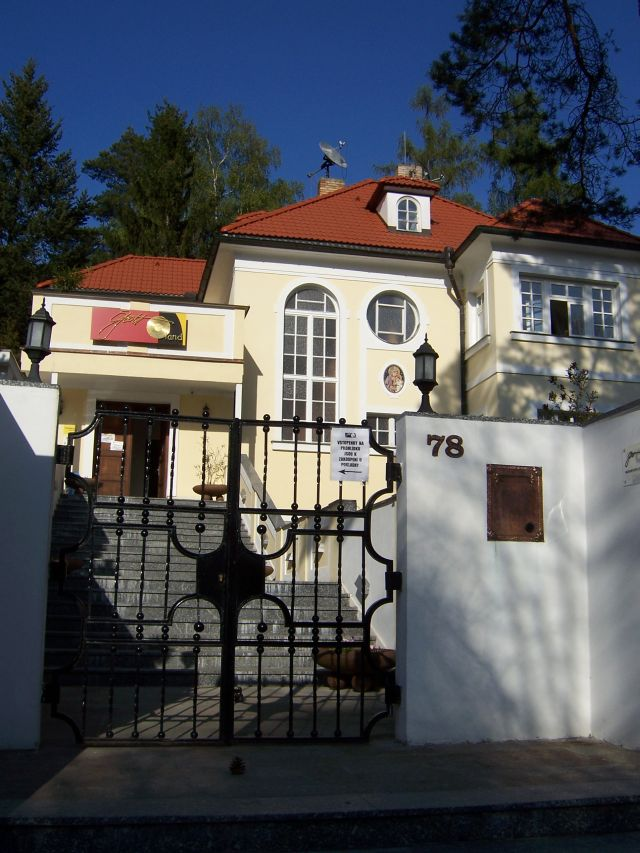
Museum Gottland (2007)

In der Villa in Jevany östlich von Prag, die Karel Gott von 1969 bis 2005 bewohnte, hat 2006 das Museum Gottland eröffnet, das Ende Februar 2009 vorläufig wegen finanzieller Probleme geschlossen wurde.

### Politik
In Tschechien wurde ihm mitunter sein ungestörtes Verhältnis zum früheren kommunistischen Regime in der Tschechoslowakei vorgeworfen. Er gehörte zu den Mitunterzeichnern der von der Kommunistischen Partei initiierten „Anticharta“ und damit zu den Künstlern, die sich öffentlich gegen die demokratischen Ideen der Charta 77 aussprachen.

## Musikalische Karriere

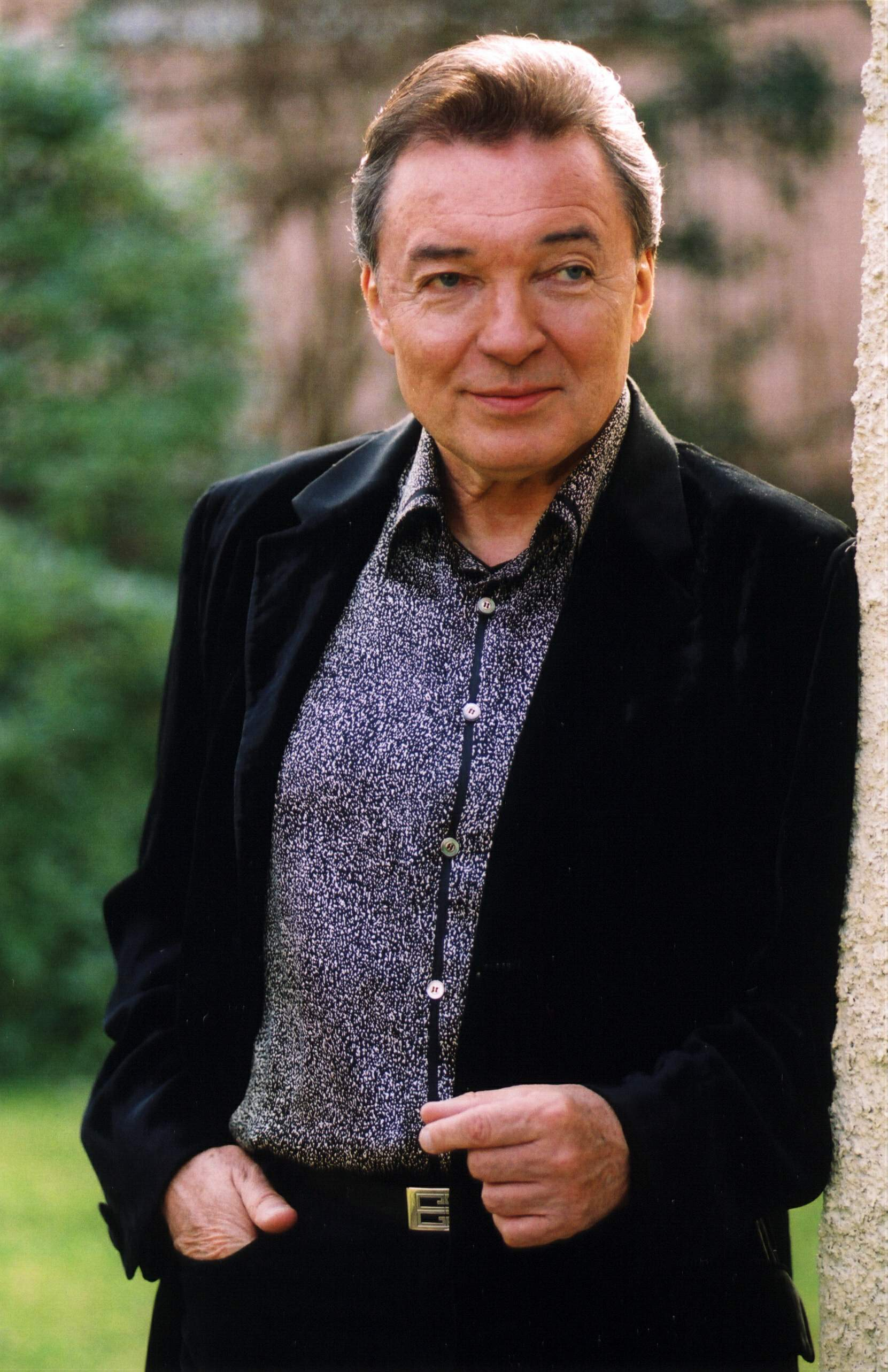
Karel Gott (2002)

Karel Gott begann seine musikalische Karriere 1958 mit Auftritten in Prager Tanzcafés. Im folgenden Jahr fiel er bei einem Nachwuchswettbewerb dem tschechoslowakischen Bandleader Karel Krautgartner auf, der ihn auf eine Tournee mitnahm und ihn dem Prager Konservatorium empfahl, wo er drei Jahre Gesang studierte. Erste Aufnahmen machte er 1960 auf Englisch. 1963 erschien seine erste Single, eine tschechische Version von Henry Mancinis Moon River. 1967 nahm er am Midem-Festival in Cannes teil und absolvierte ein sechsmonatiges Gastspiel in Las Vegas. Im gleichen Jahr hatte er mit dem Titel Weißt du wohin (1967) einen Erfolg, ein Jahr später brachte er mit Einmal um die ganze Welt einen weiteren Erfolgstitel heraus.
Beim Grand Prix Eurovision 1968 vertrat Gott Österreich mit dem von Udo Jürgens geschriebenen Lied Tausend Fenster. Er belegte Platz 13. Sein im Oktober 1968 erstveröffentlichtes Studioalbum Die goldene Stimme aus Prag kam im April 1969 auf Nummer-eins in den Deutschen Albumcharts. Der Slogan „goldene Stimme aus Prag“ stammt laut Gott vom Musikproduzenten Ossi Drechsler und spielt auf den Begriff der goldenen Stadt für Prag an. Ebenfalls 1969 war er im Film Charley’s Onkel in einem Gastauftritt mit zwei Schlagern zu sehen. In der Zeit nach dem Ende des Prager Frühlings erwog er bei einem längeren Aufenthalt im westlichen Ausland kurzzeitig die Emigration, kehrte aber schließlich in die Tschechoslowakei zurück. 1975 wurde in Wuppertal der erste Karel-Gott-Fanclub Deutschlands gegründet.
1975 sang Gott mit Je krásné lásku dát erstmals mit der Sängerin und Schauspielerin Helena Vondráčková im Duett, es folgten zahlreiche gemeinsame Auftritte wie 1984 Dingi lingi ding dong und 2002 Jen pár večerů. 1976 nahm er zusammen mit dem Komponisten Karel Svoboda im Hamburger Tonstudio Die Biene Maja auf, das Titellied der gleichnamigen Zeichentrickserie, und brachte es gleichen Jahres als Single heraus. In den Ö3 Austria Top 40 platzierte sich das Lied im Mai 1977 auf Platz 18. Gott war zunächst skeptisch, ein Kinderlied zu singen. Das Stück wurde später jedoch zu seinem bekanntesten Titel im deutschsprachigen Raum und war dort häufig Teil seines Liveprogramms. Weitere Erfolge in D-A-CH hatte er mit den deutschsprachigen Schlagern Babička (1979) und dem Duett mit Darinka Fang das Licht (1985). Die Melodien zu den meisten seiner Schlager komponierte Karel Svoboda, die Texte der rund 900 auf Deutsch gesungenen Lieder schrieben unter anderem Michael Kunze, Bernd Meinunger, Filip Albrecht, Kurt Feltz sowie Fred Weyrich. Mit dem im Januar 1981 erschienenen Studioalbum Guten Abend, gute Laune schaffte es Gott erstmals in Österreich auf Nummer-eins in den Albumcharts; in Deutschland platzierte sich das Album auf Platz 2 und 12 Wochen in den Charts vertreten.
2008 nahm Karel Gott mit dem Rapper Bushido das Lied Für immer jung, die deutsche Version des englischsprachigen Titels Forever Young der Popband Alphaville, auf, das Platz 5 der deutschen Singlecharts erreichte und mit zwei Goldenen Schallplatten ausgezeichnet wurde. Gott nahm auch eine tschechische Version des Liedes mit dem Titel Být stále mlád (Navždy mlád) auf. Im Oktober 2009 erschien sein Album Leben. Am 30. September 2011 brachte Gott sein letztes Studioalbum Sentiment heraus, das wie seine Vorgänger ab 1983 die Charts verfehlte. Im Frühjahr 2019 sang er gemeinsam mit seiner Tochter Charlotte Ella Gottová das Lied Srdce nehasnou (Herzen erlöschen nicht) von Richard Krajčo.

## Film und Fernsehen
Karel Gott übernahm mit zunehmender Bekanntheit auch Gastauftritte in Film und Fernsehen und trat mit seinen Liedern im Laufe seiner musikalischen Karriere in zahlreichen Fernsehshows auf, neben seiner eigenen beispielsweise auch in der Gilbert Bécaud Show, beim Nashville Country Music Festival, auf der Europarty, in der Rudi Carrell Show, der James Last Show, bei Einer wird gewinnen oder bei Ein Kessel Buntes.
1983 interpretierte er in einer Szene mit Roberto Blanco seinen erfolgreichen Titel Die Biene Maja in der ARD-Fernsehsendung Wunderland von und mit Gustl Bayrhammer. 1999 übernahm er in der 10-teiligen tschechischen Märchenserie Teuflisches Glück an der Seite von Michaela Kuklová die Rolle des Teufels. 2002 hatte er einen Gastauftritt als er selbst in der RTL-Fernsehserie Hinter Gittern – Der Frauenknast, wo ihm mit Gott sei Dank eine eigene Folge gewidmet wurde. 2010 spielte er sich selbst bei einem Gastauftritt in Bushidos autobiografischem Film Zeiten ändern dich. In dem Märchenfilm Das Geheimnis des zweiköpfigen Drachen verkörperte er 2018 an der Seite seiner Töchter Charlotte Ella und Nelly sowie seines Enkelsohns Alešden den Großvater, Schmied und ehemaligen König. Für die deutsche TV-Premiere des Films im MDR-Fernsehen hat der Sänger außerdem eine deutsche Version des Titelsongs aufgenommen. 2021 feierte der Dokumentarfilm Karel Premiere, der Gott in den letzten Monaten seines Lebens begleitet.

## Erfolge und Auszeichnungen
Karel Gotts Diskografie umfasst rund 120 Alben, zu denen sich zahlreiche Kompilationen gesellen. Es gibt keine offiziellen Angaben über die Anzahl seiner verkauften Alben. Schätzungen zufolge wurden mehr als 30 Millionen Tonträger verkauft. Allein in Tschechien und der Slowakei verkauften sich seine Alben insgesamt etwa 15 Millionen Mal, wofür ihm als bisher einzigem Interpreten eine Diamantene Schallplatte durch den bedeutendsten tschechischen Verlag Supraphon überreicht wurde.
Gott wurde mit mehr als 50 Diamant-, Platin-, Goldenen und Silbernen Platten als erfolgreichster Künstler von Supraphon, Melodija, Polydor, Philips, PolyGram, Universal und anderen Verlagen geehrt. Beim tschechischen Publikumspreis „Goldene Nachtigall“ gewann er 42 Mal in der Kategorie „Lieblingssänger des Jahres“. Er arbeitete mit Musikverlagen aus Europa, den Vereinigten Staaten und Japan zusammen. So veröffentlichte er seine Aufnahmen nicht nur in vielen europäischen Ländern von Portugal bis Russland, sondern auch in den Vereinigten Staaten, Kanada und Japan. Obwohl er auch Lieder auf Französisch, Italienisch, Russisch, Hebräisch, Spanisch, Romani, Polnisch, Ungarisch, Serbokroatisch und in anderen Sprachen sang, waren seine Alben auf Tschechisch und Deutsch am erfolgreichsten.

## Diskografie
Studioalben

| Jahr | Titel                                                                           | Höchstplatzierung, Gesamtwochen/‑monate, AuszeichnungChartplatzierungen (Jahr, Titel, Platzierungen, Wochen/Monate, Auszeichnungen, Anmerkungen) | Höchstplatzierung, Gesamtwochen/‑monate, AuszeichnungChartplatzierungen (Jahr, Titel, Platzierungen, Wochen/Monate, Auszeichnungen, Anmerkungen) | Höchstplatzierung, Gesamtwochen/‑monate, AuszeichnungChartplatzierungen (Jahr, Titel, Platzierungen, Wochen/Monate, Auszeichnungen, Anmerkungen) | Anmerkungen                                    |
| Jahr | Titel                                                                           | DE | AT | CH | Anmerkungen                                    |
| ---- | ------------------------------------------------------------------------------- | --- | --- | --- | ---------------------------------------------- |
| 1965 | Zpívá Karel Gott                                                                | — | — | — | Erstveröffentlichung: 1965                     |
| 1966 | The Golden Voice of Prague                                                      | — | — | — | Erstveröffentlichung: 1966                     |
| 1967 | Recital Karla Gotta                                                             | — | — | — | Erstveröffentlichung: 1967                     |
| 1967 | Weißt du wohin (Schiwago-Melodie) auch bekannt als: Die goldene Stimme aus Prag | DE1 Gold · (24 Mt.)DE | — | — | Erstveröffentlichung: 1967 Verkäufe: + 250.000 |
| 1967 | Hlas můj nech tu znít                                                           | — | — | — | Erstveröffentlichung: 1967                     |
| 1968 | Die Stimme aus dem goldenen Prag                                                | — | — | — | Erstveröffentlichung: 1968                     |
| 1969 | In mir klingt ein Lied                                                          | DE9 (9 Mt.)DE | — | — | Erstveröffentlichung: 1. August 1969           |
| 1970 | Vom Böhmerwald nach Wien                                                        | — | — | — | Erstveröffentlichung: 1970 mit Peter Alexander |
| 1970 | Der Star meines Lebens                                                          | DE33 (2 Mt.)DE | — | — | Erstveröffentlichung: 1. Juli 1970             |
| 1971 | Von Böhmen in die Welt                                                          | DE3 (8 Mt.)DE | — | — | Erstveröffentlichung: 1. August 1971           |
| 1971 | Von Romeo und Julia                                                             | DE30 (1 Mt.)DE | — | — | Erstveröffentlichung: 1. Dezember 1971         |
| 1972 | Hol’ die Welt in dein Haus                                                      | DE45 (1 Mt.)DE | — | — | Erstveröffentlichung: 1. August 1972           |
| 1973 | Karel Gott                                                                      | — | — | — | Erstveröffentlichung: 1973                     |
| 1975 | Vom Böhmerwald zum Wienerwald                                                   | — | — | — | Erstveröffentlichung: 1975 mit Peter Alexander |
| 1975 | Die neue LP                                                                     | — | — | — | Erstveröffentlichung: 1975                     |
| 1977 | Heut’ ist der schönste Tag in meinem Leben                                      | — | — | — | Erstveröffentlichung: 1977                     |
| 1978 | Gute Reise mit Karel Gott                                                       | — | — | — | Erstveröffentlichung: 1978                     |
| 1978 | My Romantic Feeling                                                             | — | — | — | Erstveröffentlichung: 1978                     |
| 1979 | Alle Jahre wieder                                                               | — | — | — | Erstveröffentlichung: 1979                     |
| 1979 | Amore Mio                                                                       | — | — | — | Erstveröffentlichung: 1979                     |
| 1980 | Eine Liebe ist viele Tränen wert                                                | — | — | — | Erstveröffentlichung: 1980                     |
| 1981 | Guten Abend, gute Laune                                                         | DE2 (12 Wo.)DE | AT1 (2½ Mt.)AT | — | Erstveröffentlichung: 5. Januar 1981           |
| 1983 | Du bist da für mich                                                             | — | — | — | Erstveröffentlichung: 1983                     |
| 1987 | Kein Blick zurück                                                               | — | — | — | Erstveröffentlichung: 1987                     |
| 1989 | Ich will dich so wie du bist                                                    | — | — | — | Erstveröffentlichung: 1989                     |
| 2000 | Für immer jung                                                                  | — | — | — | Erstveröffentlichung: 22. Mai 2000             |
| 2009 | Leben                                                                           | — | — | — | Erstveröffentlichung: 16. Oktober 2009         |
| 2011 | Sentiment                                                                       | — | — | — | Erstveröffentlichung: 30. September 2011       |

grau schraffiert: keine Chartdaten aus diesem Jahr verfügbar

## Filmografie (Auswahl)
- 1983: Wunderland (Fernsehsendung)
- 1999: Teuflisches Glück (Fernsehserie, 10 Folgen)
- 2002: Hinter Gittern – Der Frauenknast (Fernsehserie, Folge Gott sei Dank)
- 2010: Zeiten ändern dich (Kinofilm)
- 2018: Das Geheimnis des zweiköpfigen Drachen (Kinofilm)
- 2021: Karel (Dokumentarfilm)

## Auszeichnungen
- 1963: Zlatý slavík (Goldene Nachtigall)
- 1971: Goldene Nachtigall
- 1982: Goldene Stimmgabel
- 1983: Hermann-Löns-Medaille in Gold
- 1984: Goldene Stimmgabel
- 1985: Nationaler Künstler (der Tschechoslowakei)
- 1992: Diamantene Schallplatte
- 1995: Goldene Stimmgabel
- 2001: Europäischer Kristallglobus
- 2009: Tschechische Verdienstmedaille 1. Stufe[23]
- 2017: Goldene Henne in der Kategorie Lebenswerk
- 2019: TREBBIA-Award in der Kategorie Contribution to the Dialogue of national Cultures[24]
- 2020: Orden des Weißen Löwen (posthum)[25]

## Bücher

### Autobiografien
- mit Jiří Štaidl: Říkám to písní, Praha, Vydavatelství časopisů MNO, 1968.
- mit Jan Adam und Filip Albrecht: Zwischen zwei Welten. Mein Leben. Riva Verlag, München 2014, ISBN 978-3-86883-400-0.
- Má cesta za štěstím; Praha, Karel Gott Agency, 2021, ISBN 978-80-908221-0-8. (posthum)
  - als Hörbuch in Auszügen mit der durch Künstliche Intelligenz simulierten Stimme Gotts: Český rozhlas, 2023[26]

### Malerei
- Karel Gott – Obrazy (1999)
- Obrazy aneb Proč je pro mě důležité malovat (2002)

## Dokumentarfilm
- 1973: Der liebe Gott in Prag (DEFA-Dokumentarfilm, Regie: Uwe Belz)[27]

- 2019: Legenden – Ein Abend für Karel Gott, Dokumentation, 90 min, verfügbar in der ARD-Mediathek bis 3. August 2023[28]